# 格拉尼特涅 (涅米羅夫區)
48°51′2″N 28°59′40″E / 48.85056°N 28.99444°E
赫拉尼特内（烏克蘭語：Гранітне），是烏克蘭西南部的村落，隸屬文尼察州的圖利欽區。該村面積0.12平方公里，海拔高度186米，2001年人口25，人口密度每平方公里217.39人。